# Howard Alden

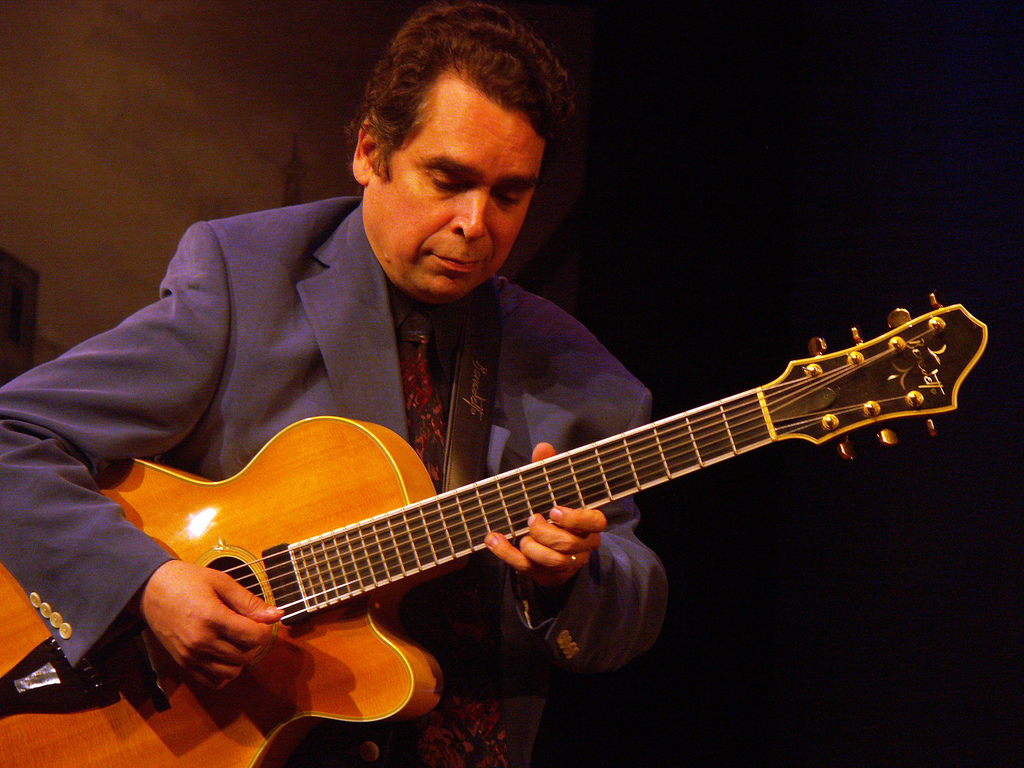
Howard Alden 2007

Howard Alden (* 17. Oktober 1958 in Newport Beach, Kalifornien) ist ein Jazz-Gitarrist.

## Biografie
Im Alter von zehn Jahren begann Alden Gitarre zu lernen und trat schon als Teenager in Los Angeles öffentlich auf. Dort freundete er sich auch mit dem Posaunisten Dan Barrett an und arbeitete 1979 mit Red Norvo. 1982 zog er dann gemeinsam mit Barrett nach New York City, wo sie ein gemeinsames Quintett (u. a. mit Chuck Wilson) bildeten. Er spielte mit diversen Jazz-Größen zusammen, zum Beispiel mit Dizzy Gillespie, Woody Herman, Bud Freeman, Benny Carter, Clark Terry, Joe Williams, Joe Bushkin, Ruby Braff und Flip Phillips. 1999 arrangierte Alden für Dick Hymans Soundtrack zum Woody-Allen-Film Sweet and Lowdown (und spielte im Soundtrack die Sologitarre). Er leitete ein eigenes Trio und veröffentlichte bis in die Gegenwart regelmäßig Alben, darunter auch Produktionen mit Barrett, Joe Byrd, Anat Cohen, Warren Vaché, Maurice Hines oder Ken Peplowski sowie Duos mit Bucky Pizzarelli, George Van Eps und Dave Cliff.  Zu hören ist er auch auf Butch Miles’ Album Cookin’ (1995), Randy Sandkes New York-Tribut Uptown Lowdown: A Jazz Salute to the Big Apple (2000) und Bill Allreds The New York Sessions (2010).

## Diskografie (Auswahl)
- No Amps Allowed (1985, Chiaroscuro, mit Jack Lesberg)
- Swing Street (1986, Concord Jazz)
- Swinging into Prominence (1988, Stomp Off)
- The Howard Alden Trio Plus Special Guests Ken Peplowski & Warren Vaché (1989, Concord Jazz)
- The ABQ Salutes Buck Clayton (1989, Concord Jazz)
- Snowy Morning Blues (1990, Concord Jazz)
- 13 Strings (1991, Concord Jazz)
- Misterioso (1991, Concord Jazz)
- Good Likeness (1992, Concord Jazz)
- Your Story: The Music of Bill Evans (1994, Concord)
- Encore! Live at Center Concord (1994, Concord)
- Take Your Pick (1996, Concord Jazz)
- My Shining Hour (2002, Concord Jazz)
- In a Mellow Tone (2003, Concord Jazz)
- Live in '95 (2004, Arbors)
- Howard Alden, Marty Krystall, Buell Neidlinger: The Happenings: Music of Herbie Nichols (2017, K2B2)